# تريفور وليامز (عازف قيثارة)
تريفور وليامز (بالإنجليزية: Trevor Williams)‏ هو عازف قيثارة بريطاني، ولد في 19 يناير 1945.

## وصلات خارجية
- تريفور وليامز على موقع ميوزك برينز (الإنجليزية)